# 畢張
畢張（1483年—？），字宿夫，河南南陽府裕州人，民籍，明朝政治人物。

## 生平
正德五年（1510年）庚午科河南鄉試第四十三名舉人，十二年（1517年）中式丁丑科會試第一百九十名，三甲第一百二十名進士。都察院觀政，授行人司行人，謫照磨，升容城知縣，官至太僕寺丞。

## 家族
曾祖畢先；祖父畢能；父畢玉，母陶氏。具慶下。弟畢獻、畢治、畢具、畢陳。